# 北海道道457号函馆渔港线
北海道道457号函馆渔港线（日语：北海道道457号函館漁港線）是一条位于北海道函馆市的普通道级道路（北海道道）。

## 道路概况
- 起点：北海道函馆市入舟町（函馆漁港）
- 終点：北海道函馆市末广町
- 总距离：1.6千米

## 经过的自治体
- 渡岛综合振兴局
  - 函馆市

## 主要连接道路
- 国道279号（终点）

## 历史
- 1963年（昭和38年）10月23日 - 路線勘定（北海道告示第2333号）

## 沿線
- 函馆码头
- 函馆市企业局交通部（函馆市電）本線
  - 函馆码头前站
  - 大町站
  - 末广町站